# Onzonilla
Onzonilla – gmina w Hiszpanii, w prowincji León, w Kastylii i León, o powierzchni 21,78 km². W 2011 roku gmina liczyła 1764 mieszkańców.